# Ortenberg (Hesse)
Ortenberg é um município da Alemanha, situado no distrito de Wetterau, no estado de Hesse. Tem 54,70 km² de área, e sua população em 2019 foi estimada em 8.970 habitantes.